# Oliver Leicht

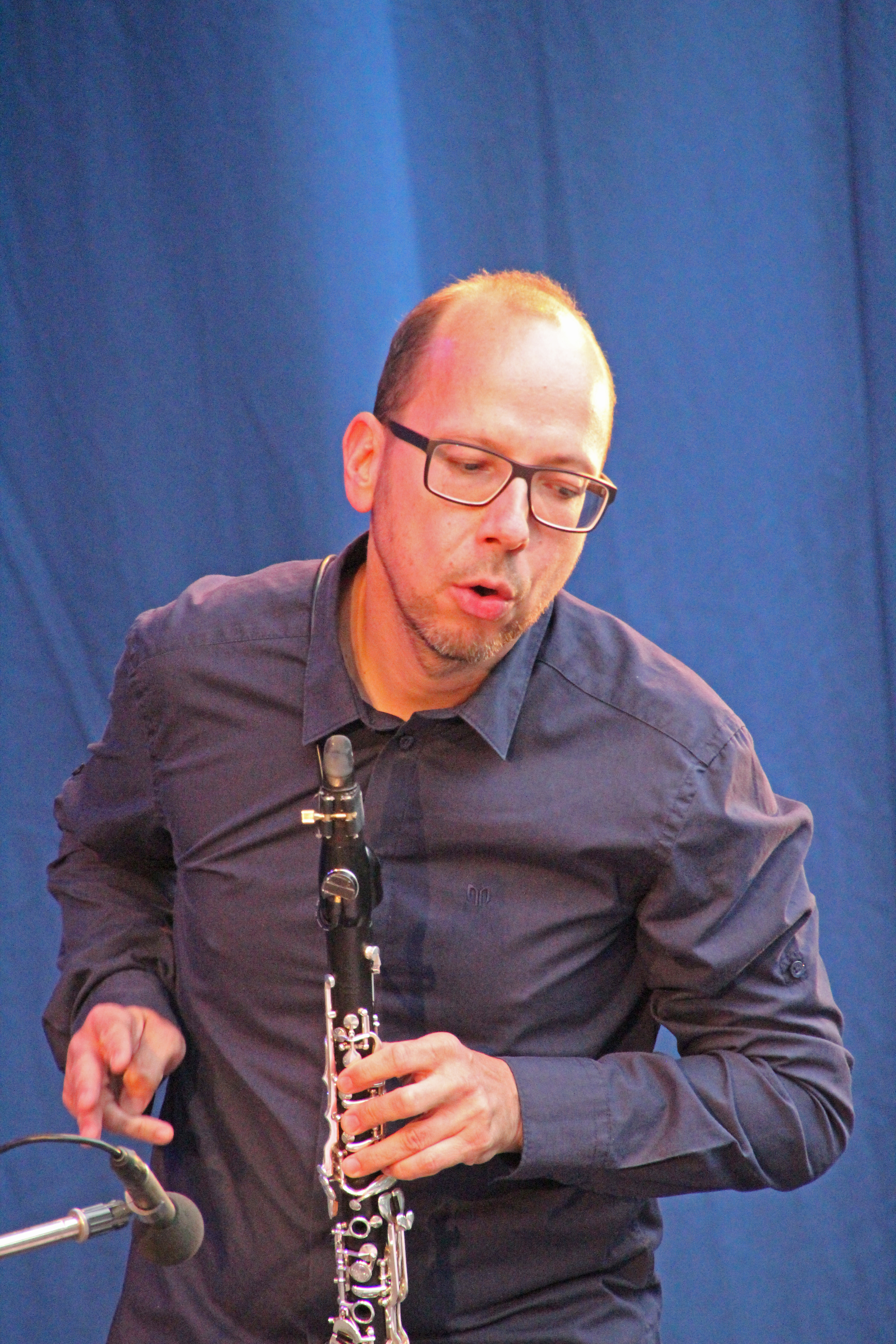
Oliver Leicht 2017 bei Jazz im Palmengarten in Frankfurt

Oliver Leicht (* 2. Oktober 1969 in Groß-Gerau) ist ein deutscher Jazzklarinettist und -saxophonist.

## Leben und Wirken
Leicht, der in Nauheim aufwuchs, lernte zunächst Blockflöte und hatte ab dem zehnten Lebensjahr Klarinetten- und ab dem siebzehnten Lebensjahr Saxophonunterricht. Als Schüler der Immanuel-Kant-Schule in Rüsselsheim spielte er im Schulorchester und dann in der IKS-Big Band. Von 1986 bis 1997 studierte er klassische Klarinette an den Musikhochschulen von Mannheim und Köln, außerdem ab 1992 Jazzsaxophon in Köln. Von 1989 bis 1993 war er Altsaxophonist des Landesjugend-Jazzorchesters Hessen, 1991 bis 1995 des Bundesjazzorchesters.
Seit 1992 spielte er u. a. in der Frank Reinshagen Big Band, dem Ed Partyka Jazz Orchestra, der Paul Kuhn Big Band, dem Glenn Miller Orchestra, dem Marko Lackner Jazz Orchestra, Peter Herbolzheimers Rhythm Combination & Brass, Bob Brookmeyers New Art Orchestra, der Cologne Concert Big Band, und den Bigbands des NDR, des WDR und des HR. Seit 2005 ist er Mitglied der hr-Bigband.
Außerdem leitet der in Köln lebende Leicht mehrere eigene Formationen: das Trio Tribop (mit Matthias Nowak und Jonas Burgwinkel), das Quartett Herrenrunde (mit Norbert Scholly, Ingmar Heller und Jens Düppe) und das Oktett [Acht.] Unter den Klarinetten, die er verwendet, bevorzugt er eine ungewöhnlich lange, notiert bis tief C gehende Altklarinette, ein in dieser Bauweise sehr seltenes Instrument (sh. Abbildung). 

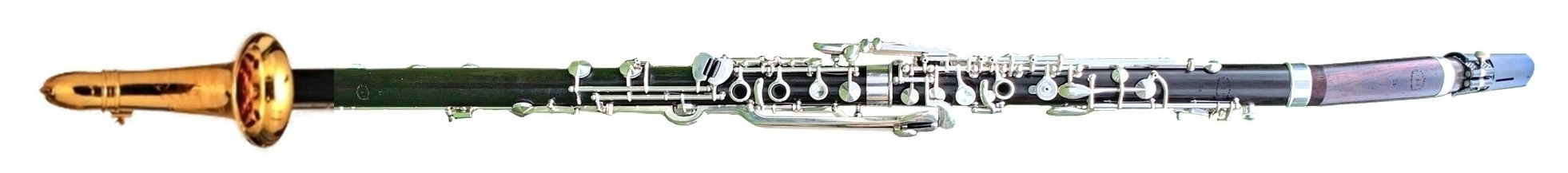
Altklarinette bis tief C, deutsches System (Dietz)

## Diskographische Hinweise
- Mark Nightingale: Destiny, Mons 1997
- Paul Heller: Kaleidoscope, Mons 1997
- André Nendza Septet: Songs from My Red Notebook, Shaa 1997
- Sunday Night Orchestra: Voyage Out, Mons 1998
- Gabriel Pérez: La Chipaca, Greenhouse 1999
- Bob Brookmeyer: Waltzing with Zoe, Challenge 2001
- re:jazz: dto, Infracom 2002
- Marko Lackner: Awakening, DoubleMoon 2002 (ed. 2005)
- Bob Brookmeyer: Get Well Soon, Challenge 2003
- [Acht.], Jazz4Ever rec. 2003–2006, ed. 2006
- herrenrunde feat. Ack van Rooyen, Jazz4Ever 2007
- [Acht.]: Räume, Jazz4Ever 2009
- Frankfurt Radio Bigband - hr-Bigband, jazz4Ever 2010 (ed. 2012)
- Wingold Alony Leicht A Kit for Mending Thoughts, Enja 2012
- [Acht.] feat. Jim McNeely: The State of Things, Float 2016, mit Norbert Scholly, Ingmar Heller, Jens Düppe, Linus Bernoulli, Christian Jaksjø, Klaus Heidenreich, Ed Partyka